# Eurytoma chrysothamni
Eurytoma chrysothamni is een vliesvleugelig insect uit de familie Eurytomidae. De wetenschappelijke naam is voor het eerst geldig gepubliceerd in 1975 door Bugbee.